# L'Escale à jeux
 (octobre 2023).
Si vous disposez d'ouvrages ou d'articles de référence ou si vous connaissez des sites web de qualité traitant du thème abordé ici, merci de compléter l'article en donnant les références utiles à sa vérifiabilité et en les liant à la section « Notes et références ».
L’Escale à jeux (JeuxSoc jusqu’en décembre 2020) est un site Web francophone créé en janvier 1998 où le collectionneur François Haffner présente ses jeux de société disponibles dans son gîte ludique du même nom.

## Présentation
Les jeux présentés sur L’Escale à jeux sont ceux de la collection de l'auteur ; il ne s'agit donc pas d'une présentation exhaustive. Le site a été élu plusieurs fois parmi les meilleurs sites ludiques du web francophone.

## Contenu du site
Chaque chronique présente un jeu de société. On peut donc retrouver sur une même page plusieurs éditions d'un même jeu. Les possibilités de navigation sont variées : on peut rechercher les jeux par auteur, éditeur, année, genre, mécanisme, thème, etc. 
En plus des jeux de la collection personnelle de l'auteur, sont également présentés les jeux primés dans les principaux festivals et concours.